# RAF Witchford
Royal Air Force Witchford var en flygbas i Storbritannien.   Den ligger i grevskapet Cambridgeshire och riksdelen England, i den sydöstra delen av landet, 100 km norr om huvudstaden London. Royal Air Force Witchford ligger 16 meter över havet.
Terrängen runt Royal Air Force Witchford är mycket platt. Runt Royal Air Force Witchford är det ganska tätbefolkat, med 120 invånare per kvadratkilometer. Närmaste större samhälle är Ely, 3,3 km nordost om Royal Air Force Witchford. Trakten runt Royal Air Force Witchford består till största delen av jordbruksmark.